# Silkworm (videogioco)
Silkworm o Silk Worm è un videogioco del genere sparatutto a scorrimento orizzontale prodotto dalla Tecmo per arcade nel 1988. La sua principale caratteristica è la possibilità di controllare due veicoli militari con capacità molto diverse, anche in modalità a due giocatori in cooperazione simultanea: un elicottero e un fuoristrada, quest'ultimo costretto a seguire la linea orizzontale del terreno, ma in grado di saltare. La Virgin Games lo convertì nel 1989 per Amiga, Atari ST, Commodore 64, ZX Spectrum, Amstrad CPC e nel 1990 la Sammy lo pubblicò per NES. A differenza dell'arcade, che da un certo punto in poi continua all'infinito, le conversioni hanno un finale.
SWIV è considerato il successore spirituale di Silkworm.